# Kdenlive
Kdenlive (KDE Non-Linear Video Editor) (произносится: [ˌkeɪdɛnˈlaɪv]) — нелинейный видеоредактор с открытым исходным кодом на основе Framework MLT и KDE. Проект основан Джесоном Вудом в 2002 году. С выпуском Kdenlive 15.04.0 официально стал частью проекта KDE.
Разработчики позиционируют программу как полупрофессиональную (на данный момент), и стремятся в ближайшем будущем придать Kdenlive черты полноценного профессионального инструмента для видеомонтажа.
Kdenlive пакеты свободно доступны для GNU / Linux, FreeBSD и Windows так же исходный код доступен для macOS в соответствии с условиями GNU General Public License версии 2 или более поздней версии.

## Некоторые возможности Kdenlive
Kdenlive использует MLT-эффекты, frei0r и SOX-библиотеки и LADSPA. Поддерживает все форматы, поддерживаемые FFmpeg или libav (например, QuickTime, AVI, WMV, MPEG и др.), а также поддерживает разрешения 4:3 и 16:9 для PAL, NTSC и различные стандарты HD, включая HDV и AVCHD. Видео могут быть экспортированы в устройства DV или записаны на DVD с главами и простым меню. В Kdenlive возможно:
- Создание многодорожечных проектов.
- Резка клипов, вставка и удаление пробелов между ними.
- Использование двух программных мониторов для просмотра выбранного клипа проекта и для просмотра результирующего видео проекта (со всеми эффектами, титрами, переходами и т.д.).
- Создание иерархической структуры для исходных (подготовленных для применения в проекте) материалов (видеоклипов, аудиофайлов, фото, и так далее).
- Kdenlive понимает текстовые файлы (с расширением .txt), которые в некоторых случаях можно вставлять в проект в качестве титров.
- Гибкая настройка интерфейса в широких пределах, включая сохранение выбранной конфигурации окон.
- Создание титров, и их настройки на основе большого количества параметров. Редактор титров также умеет вставлять сторонние изображения, делать различные рамки, и другое.
- В Kdenlive присутствует возможность добавления статических направляющих в любой части проекта, а также маркеров, индивидуальных для каждого клипа, находящегося на временной дорожке.
- Задание для многочисленных команд собственных комбинаций горячих клавиш.
- Неразрушающий монтаж. Редактирование видео (до его финального просчёта в отдельный файл) происходит без разрушения исходных файлов, так как это редактирование представляет собой просто внесение изменений в текстовый файл, в котором на языке XML описываются необходимые действия, которые программа должна исполнить для создания результирующего видео.
- Неблокирующий просчёт (он же рендеринг, кодирование, экспорт). Это значит, что пока идёт просчёт, можно продолжать работать над этим же проектом.
- Создание слайд-шоу в автоматическом режиме. Для этого достаточно указать каталог с изображениями, на основе которых и будет создано слайд-шоу[5].
- Использование звукового микшера

## История
Проект был начат Джейсоном Вудом в 2002 году для KDesktop Environment 3,  фреймворк MLT не использовался. Позже программа была перенесена на KDE 4 и MLT, для этого код был почти полностью переписан. Работы были завершены 12 ноября 2008 года с выходом Kdenlive 0.7,  Kdenlive 0.9.10, выпущенный 1 октября 2014, был последним релизом KDE 4. 
Kdenlive начал планировать переход в проект KDE и его инфраструктуры в 2014 г. С апреля 2015 года Kdenlive официально стал частью проекта KDE, а система нумерации версий получила привязку к дате выпуска. Таким образом, после версии 0.9.10, вышла версия 15.04.0 (15 это год, 04 — месяц, а последняя цифра является номером подверсии). Обновления выпускаются три раза в год — в апреле, в августе, и в декабре.
С выходом первого обновления к версии 16.12, благодаря трудам Joseph Joshua и Vincent Pinon вышел первый вариант Kdenlive для Windows. Среди возможностей этой версии редактора — поддержка большого количества форматов аудио- и видеофайлов, возможность осуществления аудио- и видеокоррекции, использование осциллографов и т.д.